# Kumak nizinny

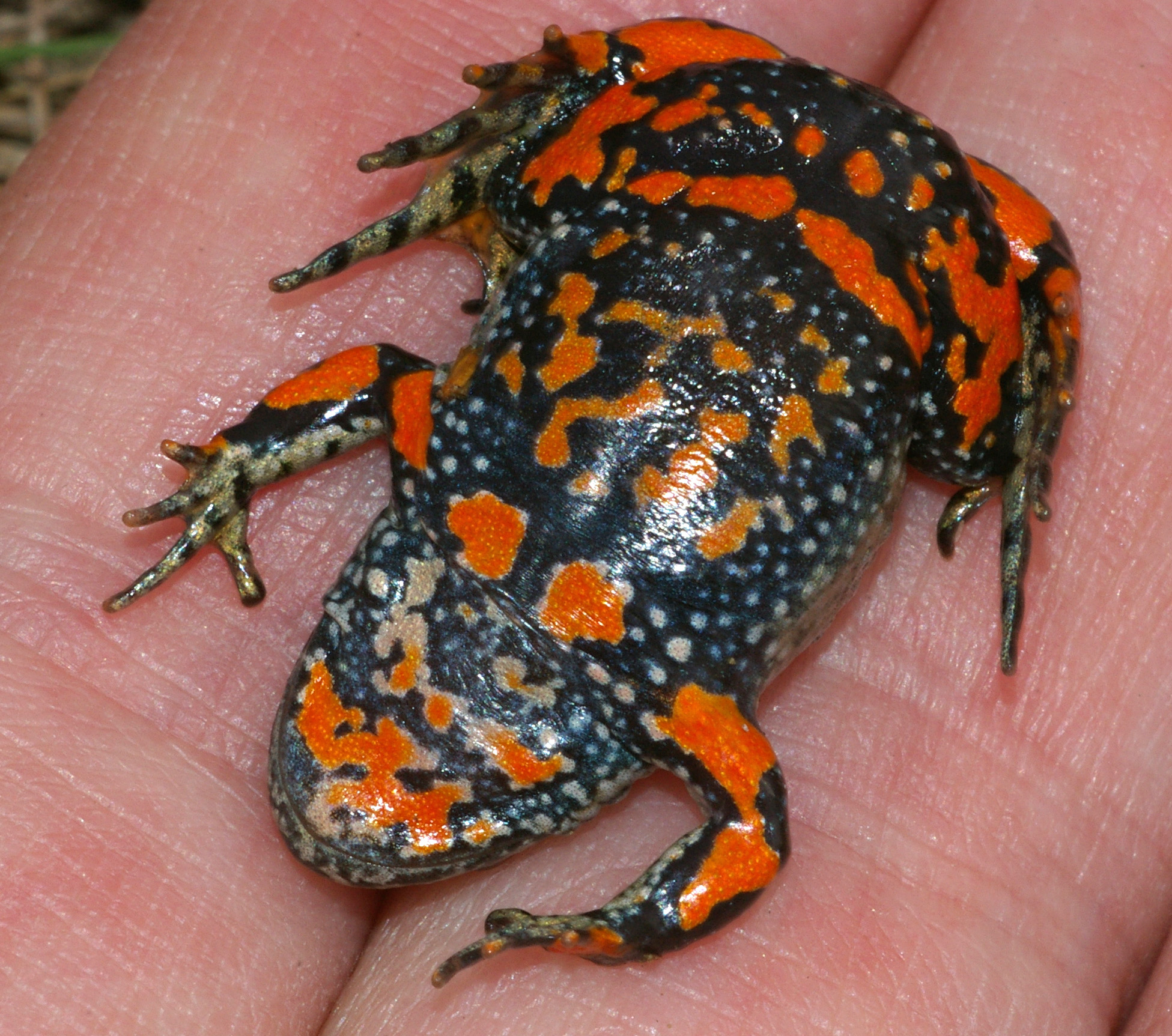
Charakterystyczne ubarwienie brzucha

Kumak nizinny (Bombina bombina) – gatunek płaza bezogonowego z rodziny kumakowatych (Bombinatoridae), blisko spokrewnionego z kumakiem górskim.

## Morfologia
Długość ciała do 6 cm, masa ciała do 6 g. Jest to płaz o drobnej budowie ciała, wyglądem zewnętrznym bardziej przypomina miniaturową ropuchę niż żabę. Głowę ma płaską, małą, pysk zakończony okrągło, całe ciało silnie spłaszczone. Oczy małe, przesunięte do tyłu głowy. Brak błon bębenkowych i gruczołów przyusznych. Kończyny tylne słabo umięśnione, błony pławne słabo rozwinięte. Skóra na grzbiecie ciała pokryta dużymi gruczołami jadowymi i śluzowymi. Grzbiet ciała ubarwiony na kolor brązowo-oliwkowy lub szary. Pomiędzy tymi barwami występuje u różnych osobników szereg barw pośrednich, co związane jest z różnym środowiskiem ich życia. Charakterystyczne u kumaków nizinnych jest ubarwienie brzucha. Jest ono ważną cechą gatunkową, umożliwiającą rozróżnienie kumaka nizinnego od bardzo do niego podobnego kumaka górskiego. Mianowicie u kumaka nizinnego brzuch ciała pokryty jest jaskrawymi czerwonymi lub pomarańczowymi plamami o charakterystycznym kształcie, na mniej lub bardziej popielatym tle. Na tle tym oprócz wydatnych czerwonych plam występują jeszcze inne, niewielkie plamki białego koloru, szczególnie na bokach ciała. Skóra kumaka, nawet przy niewielkim podrażnieniu wydziela gęsty, pieniący się śluz. Toksyna w nim zawarta jest trująca dla zwierząt i człowieka, a nawet dla kumaka.

## Cykl życiowy
Jego odgłos przypomina kumkanie kumaka dalekowschodniego. Współwystępuje niekiedy z kumakiem górskim. Przykładem takiej okolicy są słowacko-węgierskie obszary krasowe. Gollmann i współpracownicy opisują za Láciem panującą tam dziwną sytuację: kumak górski zamieszkuje dolinę rzeki Slany, podczas gdy kumak nizinny bytuje na wyżej położonych obszarach Silickiej planiny (Płaskowyż Silicki), gdzie panuje cieplejszy klimat, ale też bardziej zaznacza się działalność ludzka. W kilku miejscach napotkano osobniki heterozygotyczne dla wszystkich badanych loci przy nieobecności osobników należących do rozpatrywanych gatunków. Wskazuje to, że mieszańce nie pochodziły bezpośrednio od nich, ale od innych mieszańców. W innych miejscach przeważają osobniki różnego typu przy współwystępowaniu innych. Osobnik czyste gatunkowo zamieszkuje choćby centrum omawianego obszaru. Autorzy zwracają też uwagę na wysoką częstość występowania tam allelu Ldh-lM, co może stanowić efekt dryfu genetycznego, odmiennej presji selekcyjnej na tym obszarze bądź po prostu z błędu przy pobieraniu próbek.
Wąska strefa hybrydyzacji wydaje się stabilna. Zjawisko takie tłumaczy się różnymi hipotezami (mniejszym dostosowaniem mieszańców, większym dostosowaniem hybryd do specyficznych warunków w strefie hybrydyzacji, doborem faworyzującym inne allele po obu stronach strefy krzyżowania się). Z uwagi na różnice gatunkowe ostatnia z wymienionych propozycji wydaje się odgrywać największą rolę, choć z drugiej strony zwiększona umieralność zarodków w centrum strefy hybrydyzacji wskazuje na selekcję wymierzoną przeciwko mieszańcom.
Jest aktywny zarówno w dzień, jak i w nocy. Czasami zdarza się, że napotkany na lądzie i wystraszony kumak odwraca się na plecy i nieruchomieje, prezentując odstraszające ubarwienie brzucha. Jest to jego zachowanie obronne. Dla wielu drapieżników jest to sygnał jadowitości i dają kumakowi spokój. Odżywia się głównie larwami i postaciami dorosłymi owadów wodnych, pająków i skorupiaków. Jesienią, gdy temperatura wody spadnie poniżej ok. 10 stopni Celsjusza, kumaki opuszczają zbiorniki wodne i wychodzą na ląd w poszukiwaniu miejsca na zimowanie. Na sen zimowy wybierają nory ziemne, gdzie zimują na głębokości ok. 50 cm, zwykle gromadnie, często wspólnie z ropuchami i traszkami.

## Gody
Różnice pomiędzy samicą i samcem (dymorfizm płciowy) są niewielkie. Główną cechą odróżniającą samca jest obecność dużych pęcherzy powietrznych (rezonatorów), umożliwiających mu w okresie godowym wydawanie donośnych dźwięków. Ponadto samce posiadają ciemnobrązowe lub czarne modzele na przyśrodkowych powierzchniach przedramienia oraz pierwszych i drugich palcach przedniej kończyny. Modzele te służą do przytrzymywania samicy podczas ampleksus. Samiec ma też większe brodawki skórne i lepiej umięśnione kończyny przednie. Kumak nizinny gody rozpoczyna dość późno, przeważnie na początku kwietnia, gdy woda podgrzeje się przynajmniej do 10 stopni Celsjusza. Podczas godów samiec wydaje donośne dźwięki kum, kum, zwane popularnie „rechotaniem”. Po spotkaniu samicy obejmuje ją bardzo silnym uchwytem przednich kończyn, co nosi nazwę ampleksus. Ponieważ jest to odruch bezwarunkowy, będący reakcją na podrażnienie skóry brzucha, zdarza się widzieć samce kumaka w ampleksus nie tylko z samicami własnego gatunku, ale i innych gatunków, z samcami, lub nawet z przedmiotami. Normalnie ampleksus trwa aż do złożenia jaj przez samicę. Podczas składania jaj przez samicę, samiec wypuszcza do wody plemniki, tak więc zapłodnienie jest zewnętrzne.

## Rozród
Zarówno gody, jak i rozwój jaj (zwanych skrzekiem) i kijanek odbywa się w wodzie. Samice produkują i wydalają do wody jaja stopniowo, partiami. Jaja te, w liczbie 2–80, przyklejane są do pędów roślin wodnych. Składanie jaj odbywa się przeważnie nocą. Kijanka wylęga się ze skrzeku po ok. 4–10 dniach. Pływa w wodzie za pomocą ogona wyposażonego w płetwę ogonową. Oddycha początkowo skrzelami zewnętrznymi, które jeszcze we wczesnych fazach rozwoju przekształcają się w skrzela wewnętrzne. W miarę rozwoju nie tylko powiększa się wielkość kijanki, ale i różnicuje się budowa jej ciała, wyrastają jej kończyny przednie i tylne. Na pewien czas przed przeobrażeniem kijanka przestaje rosnąć. Przeobrażenie w postać dorosłą następuje zwykle od lipca do października (zależnie od warunków, szczególnie temperatury wody i zasobności pokarmu). Po przeobrażeniu młode kumaki pozostają zwykle w tym samym zbiorniku wodnym, aż do zimowania.

## Rozmieszczenie geograficzne
Kumak nizinny występuje na obszarze obejmującym Europę Środkową, Południowo-Wschodnią i Wschodnią aż po Ural. Na południu występuje po północne i wschodnie Bałkany, północno-zachodnią część tureckiej Anatolii oraz północne zbocza Kaukazu. Na północy granica jego zasięgu sięga południowych krańców Półwyspu Skandynawskiego w Szwecji (być może jest to jednak populacja introdukowana). Introdukowane populacje stwierdzono na południu Wielkiej Brytanii i we Francji. W Polsce występuje na całym niżu. Jest pospolity, nigdzie jednak nie występuje w dużych skupiskach. Granica jego pionowego zasięgu w Polsce wynosi 400 m n.p.m. W zachodnich Czechach stwierdzono go na 730 m n.p.m.
Rejon sympatrycznego występowania kumaków nizinnego i górskiego obejmuje Polskę, Słowację, Węgry, Austrię, Rumunię, Bułgarię i Chorwację.

## Siedlisko
Jest płazem typowo wodnym. Całe życie spędza w wodzie. Na lądzie spotkać go można jedynie wtedy, gdy wyschnie zbiornik wodny, w którym przebywał. Wówczas podejmuje wędrówkę w poszukiwaniu następnego zbiornika. Nie szuka jednak zbiornika dużego, zadowala się każdym, jaki znajdzie. Tak więc kumaka spotkać można nie tylko w dużych stawach i jeziorach, ale również w bardzo małych zbiornikach wodnych, nawet w okresowych, szybko wysychających kałużach i koleinach dróg polnych. Jeśli już znajdzie zbiornik wodny, przebywa w nim całymi latami. W tych samych zbiornikach, gdzie żyje, odbywa też gody.

## Biochemia
Innym badanym peptydem kumaków jest bombezyna. Wyizolowano ją pierwotnie ze skóry kumaka nizinnego. Uważano niegdyś, iż stanowi ona odpowiednik ssaczego peptydu uwalniającego gastrynę (GRP). Jednakże badanie chromatograficzne materiału pobranego z jelita kumaka dalekowschodniego wykazało 2 piki BLI (bombesin-like immunoreactivity, „immunoreaktywność przypominająca bombezynę”, oczyszczone i zidentyfikowane dzięki technikom HPLC, spektroskopii mas i Northern blot, a także analizie sekwencji nukleotydów. Określono w ten sposób 2 mRNA, tworzone na bazie odrębnych genów. Natomiast drugi fragment liczył ich 980. Odpowiadał on fGRP (frog GRP, „żabi GRP”). Odnaleziono go w skórze, żołądku i mózgu płaza. Posiada on formę prohormonu analogiczną do spotykanej u szczura czy człowieka. Posiada on liczącą 31 aminokwasów sekwencję sygnałową, po której następuje właściwy hormon składający się z 29 reszt.

## Genetyka
Przebadano między innymi mitochondrialny DNA kumaków. Badania te dostarczyły informacji o pochodzeniu gatunku i głównych liniach. Poziom różnorodności genetycznej wewnątrzgatunkowej kumaków nizinnego i górskiego były dla większości zbadanych loci podobne. Kumak górski cechował się większa różnorodnością w przypadku genu oksydazy cytochromowej. Kumaka górskiego cechowały też znaczne różnice pomiędzy haplotypami, które u kumaka nizinnego są sobie znacznie bliższe. Linia karpacka i alpejska różnią się od siebie w mtDNA statystycznie w 4,7–5,2%, ale poszczególne geny wykazują większe różnice. W przypadku wspomnianej już oksydazy cytochromowej w sekwencjonowanym regionie wyniosły 8%, a w dehydrogenazie dinukleotydu nikotynoamidoadeninowego aż 10%.

## Ewolucja
Próby wyjaśnienia zasięgów występowania europejskich kumaków pociągnęły za sobą stworzenie kilku hipotez. Jedna z nich uznaje, że kumak nizinny i kumak górski powstały na skutek zmian klimatu związanych z jednym z plejstoceńskich zlodowaceń. Przeczy temu zapis kopalny, rozróżniający odrębne linie tych kumaków już od pliocenu. Chłodne czasy plejstocenu kumak nizinny przetrwałby zgodnie z tym poglądem nad Morzem Czarnym, rozprzestrzeniając się po Europie w czasie interglacjałów. Wymienia się 2 możliwe szlaki jego wędrówki:
- ominięcie łańcucha Karpat od wschodu, a następnie rozprzestrzenienie się na zachód
- szlak południowy – przekroczenie Karpat przez Żelazną Bramę i droga przez Nizinę Panońską i basen Dunaju

## Ochrona
W Polsce jest objęty ścisłą ochroną gatunkową oraz wymagający ochrony czynnej.